# Thần kinh học

Thần kinh học là một chuyên ngành y học chuyên nghiên cứu về sự rối loạn của hệ thần kinh. Đặc biệt, thần kinh học chú trọng vào việc chẩn đoán và điều trị các loại bệnh liên quan đến hệ thần kinh trung ương, hệ thần kinh ngoại biên và hệ thần kinh tự chủ. Chuyên ngành phẫu thuật của thần kinh học được gọi là phẫu thuật thần kinh. Một nhà thần kinh học là một bác sĩ chuyên khoa thần kinh học và được đào tạo để điều tra, chẩn đoán và điều trị các rối loạn thần kinh. Những nhà thần kinh học có thể tham gia vào những nghiên cứu lâm sàng, thử nghiệm lâm sàng, cũng như các nghiên cứu cơ bản và nghiên cứu dịch thuật.
Thần kinh học là ngành y học ứng dụng của khoa học thần kinh, một ngành khoa học nghiên cứu về hệ thần kinh.

## Liên kết
- American Academy of Neurology
- American Neurological Association
- European Federation of Neurological Societies
- European Journal of Neurology
- National Institute of Neurological Disorders and Stroke (NINDS)
- Neurology, official journal of the AAN
- World Congress of Neurology Lưu trữ ngày 4 tháng 9 năm 2011 tại Wayback Machine
- Therapeutic Guidelines –  Neurology
- United Council for Neurologic Subspecialties Lưu trữ ngày 2 tháng 5 năm 2019 tại Wayback Machine
- NeurologyExam.com Lưu trữ ngày 6 tháng 4 năm 2019 tại Wayback Machine - Free neurology exam videos, templates, links, & recommended tools.
- Neurological Institute of New York
- ""Montreal Neurological Institute and Hospital"" Lưu trữ ngày 17 tháng 2 năm 2011 tại Wayback Machine